# كأس السوبر الكويتي 2013
كأس السوبر الكويتي 2013 هي مباراة أقيمت في 27 أغسطس 2013 بين نادي الكويت ونادي القادسية. المباراة تجمع بين بطل الدوري الكويتي وبطل كأس الأمير الكويتي، وتعتبر المباراة هي بداية انطلاق الموسم الكروي الكويتي لعام 2013 وهو سادس سوبر كرة قدم يقام في الكويت وفاز بها نادي القادسية بنتيجة ثلاث أهداف مقابل هدف.

## المباراة
| نادي الكويت الكويتي | 1 – 3 | نادي القادسية الكويتي                                |
| ------------------- | ----- | ---------------------------------------------------- |
| عبد الهادي خميس 99' |       | صالح الشيخ 97' · فهد الأنصاري 115' · بدر المطوع 118' |

## البطل
| كأس السوبر الكويتي 2013 |
| ----------------------- |
| القادسية اللقب الثالث   |
|                         |